# NUM-HEAVYMETALLIC
『NUM-HEAVYMETALLIC』（ナム ヘビメタリック）は、ナンバーガールの3枚目（通算4枚目）かつ自身最後となるオリジナル・アルバム。

## 解説
前作「SAPPUKEI」に続きデイヴ・フリッドマンをプロデューサーに迎えている。
オリコンウィークリーチャートで、ナンバーガール全作品で最高の15位を記録。

## 収録曲
1. NUM-HEAVYMETALLIC
ライブでは田渕ひさ子がボーカルを取っている。
2. INUZINI
3. NUM-AMI-DABUTZ
先行シングル。
4. Tombo the electric bloodred
5. delayed brain
6. CIBICCOさん
7. MANGA SICK
8. FU･SI･GI
9. 性的少女
10. Frustration in my blood
11. 黒目がちな少女